# Mastný aldehyd
Mastné aldehydy jsou aldehydy odvozené od uhlovodíků tvořících mastné kyseliny. Podobně jako mastné kyseliny, i mastné aldehydy mohou být nasycené (s jednoduchými vazbami mezi atomy uhlíku) nebo nenasycené (s násobnými vazbami). Mastné aldehydy mají obecný funkční vzorec CH3(CH2)nCHO, kde n je 4 až 20 nebo i více. Nejrozšířenějším mastným aldehydem je palmitaldehyd (hexadekanal) odvozený od uhlovodíku cetanu (hexadekanu).
Mastné aldehydy mohou vznikat rozkladem hydroperoxidů mastných kyselin po peroxidaci lipidů. Běžně se vyskytují v životním prostředí. Některé z mastných aldehydů mohou působit jako feromony. Aldehydy izoprenoidů hrají důležitou roli v biologii hmyzu a v botanice. Jedním z důležitých mastných aldehydů je retinal, jedna z aktivních forem vitaminu A.